# Galeocharax humeralis
Galeocharax humeralis és una espècie de peix de la família dels caràcids i de l'ordre dels caraciformes.

## Morfologia
- Els mascles poden assolir 30,5 cm de llargària total i 347 g de pes.[5][6]

## Hàbitat
Viu en zones de clima tropical.

## Distribució geogràfica
Es troba a Sud-amèrica: conques dels rius Paraguai, Uruguai (al Brasil) i Paranà.